# Василёк Иммануила Лёва
Василёк Иммануи́ла Лёва (лат. Centaurea immanuelis-loewii) — один из самых редких видов рода Василёк (Centaurea), двудольное растение семейства Астровые (Asteraceae). Впервые описано венгерским ботаником Арпадом фон Дегеном в 1917 году.
Местное (болгарское) название растения — «имануелова метличина».

## Распространение, описание
Встречается на юго-западе Болгарии и севере Греции. Всего существует восемь участков произрастания вида общей площадью меньше 2000 км² в Болгарии и 20 000 км² в Греции.
Многолетнее травянистое растение. Стебель длиной 30—50 см. Листья продолговато-ланцетные, перистые. Цветки тёмно-фиолетовые. Плод — семянка, около 4 мм длиной. Опыляется насекомыми. Цветёт в июне и июле.
Число хромосом — 2n=20.

## Замечания по охране
Численность вида достаточно стабильна. Василёк Иммануила Лёва считается уязвимым («vulnerable») по данным Международного союза охраны природы.
Внесён в Красную книгу Болгарии. Основные угрозы для существования вида — строительство дорог, эрозия, узкая среда обитания и т. д. В Болгарии ведётся активный контроль за численностью экземпляров, коллекция семян находится в Национальном генетическом банке семян в городе Садово.

## Синонимы
Синонимичные названия:
- Colymbada immanuelis-loewii (Degen) Holub